# Partit Democràtic Croat
Partit Democràtic Croat (croat Hrvatska demokratska stranka, HDS) fou un partit polític de Croàcia d'ideologia dretana. Fou un dels primers a ser legalitzat el 1990 i era liderat pel veterà dissident de l'era comunista Marko Veselica. Se suposava que el partit era el punt focal per als nacionalistes més radicals, però aquest lloc li va ser arrabassat pel carismàtic Franjo Tuđman i la seva Unió Democràtica Croata. Va intentar presentar-se amb la Coalició d'Acord Popular, i a les eleccions legislatives croates de 1990 no va obtenir representació parlamentària.
Després del fracàs, el HDS tractà de reviure la seva reputació radical amb dures crítiques al govern de Tudjman per la seva falta de contundència contra Sèrbia i l'Exèrcit Popular Iugoslau en els primers moments de la guerra. Quan començà l'escalada de la guerra a l'estiu de 1991, HDS fou admès en el "govern d'unitat nacional" de Franjo Gregurić.
En menys d'un any, el HDS va perdre la seva reputació de partit croat més radical davant el Partit Croat dels Drets. Això es reflecteix en les eleccions parlamentàries i  presidencials de 1992, en les que es va fusionar-se amb el Partit Democristià Croat per a formar la Unió Democristiana Croata.